# Kukkod Agasaramane, Hosanagara
Kukkod Agasaramane là một làng thuộc tehsil Hosanagara, huyện Shimoga, bang Karnataka, Ấn Độ.